# シュー・ヤン (プロレスラー)
シュー・ヤン（Su Yung、1989年7月30日 - ）は、アメリカ合衆国の女子プロレスラー。ワシントン州シアトル出身。日系アメリカ人。WWE傘下のFCWにてソニア（Sonia）のリングネームで活動していた。現在はインパクト・レスリングに所属している。

## 経歴
2007年、メンフィスにてデビュー。
2010年2月、リングネームをシュー・ヤンに改める。
5月、WWEとデベロップメンタル契約を結び、9月18日にリングネームをVannahとしてFCWのハウス・ショーに出場。10月、ソニアに改名し、12月2日にFCWリングデビューも、AJ・リーに敗れる。
2011年8月8日、WWEからリリースされる。
10月1日、女子プロレス団体のSHIMMERのスパークル（DVDに収録されないいわゆるダーク・マッチ）に登場。
2012年10月27日、SHIMMER50で初テーピング。サッシー・ステファニーとシングルで対戦するが、敗れる。DRAGON GATE USAにも参戦。
2013年3月、ビッグバン・ベイダーを筆頭に数多く外国人を日本に招聘している「ベイダータイムプロモーション（VTP）」と契約し、ビザが取れ次第来日することが決まった。
来日初戦は5月4日のアイスリボン横浜ラジアントホール大会での松本都戦と発表された。翌日にはヘイリー・ヘイトレッド&雫あき（現：雫有希）自主興行でくるみと対戦。日本には1ヶ月滞在、その間アイス以外にディアナ、スターダムにも参戦し、スターダムではダーク・エンジェルとタッグを組んだ。
2度目の来日の際には新イベントを開催する構想を明かしている。
2017年3月、WWEクルーザー級スーパースターのリッチ・スワンと結婚した。
2018年3月、インパクト・レスリングに登場。4月24日、アリーを降してインパクト・ノックアウト王座を戴冠した。
2018年5月、2019年8月に東京女子プロレスに参戦。

## 得意技
ハリケーン・ドライバー
デスバレーボム
変形フィッシャーマンズ・スープレックス
首4の字固め

## 獲得タイトル
- MLW王座
- インパクト・ノックアウト王座